# Drassodes simplicivulvus
Drassodes simplicivulvus är en spindelart som beskrevs av Lodovico di Caporiacco 1940. Drassodes simplicivulvus ingår i släktet Drassodes och familjen plattbuksspindlar.
Artens utbredningsområde är Etiopien. Inga underarter finns listade i Catalogue of Life.